# 漢默史密斯阿波羅
漢默史密斯阿波羅（Hammersmith Apollo）是英國首都倫敦的一座娛樂場地建築，也是II* 級登錄建築，位於漢默史密斯地區。漢默史密斯阿波羅的設計者是Robert Cromie，外觀是裝飾風藝術風格，開業於1932年，但在1962年改名為Hammersmith。

## 外部連結
- Flickr photo set of the Apollo organ （页面存档备份，存于）